# 2005年の日本の女性史
本項目2005年の日本の女性史 (2005ねんのにほんのじょせいし)では、2005年に日本で起きた女性史上のできごとを時系列的に挙げる。

## 1 - 6月
- 1月13日 - 角田光代が『対岸の彼女』で直木賞受賞。
- 1月30日 - 飯田圭織がモーニング娘。を脱退。
- 3月23日 - 女子高生のスカートを覗こうとして逮捕された植草一秀に罰金50万円、手鏡没収の判決が下る。
- 5月9日 - 田園都市線で女性専用車両が導入。

## 7 - 12月
- 8月31日 - バレーボール・河村めぐみが引退。
- 9月11日 - 郵政解散に伴う第44回衆議院選挙で女性議員が43人に増え、1946年の39人を59年ぶりに上回った。比例上位を女性候補とすることや造反議員に対する女性の「刺客候補（いわゆる「くのいち候補」）が話題になった。
- 11月6日 - 本田美奈子.が逝去。
- 11月24日 - 皇室典範に関する有識者会議が女系天皇を容認する報告書を提出。